# Styczeń 2014

## 31 stycznia
- W wieku 101 lat zmarła Nina Andrycz, polska aktorka teatralna i filmowa.

## 30 stycznia
- 53 islamistów, w tym troje dzieci-żołnierzy, zostało zabitych w wyniku ciężkiej bitwy między filipińską armią a partyzantami Islamskich Bojowników o Wolność Bangsamoro – ugrupowania wywodzącego się z Islamskiego Frontu Wyzwolenia Moro (MILF) i nie uznającego rozmów pokojowych, jednocześnie dążącego do utworzenia osobnego państwa opartego na prawie koranicznym. (rp.pl, Archive.is, BBC News)

## 29 stycznia
- Prezydent Republiki Czeskiej Miloš Zeman mianował ministrów nowego rządu premiera Bohuslava Sobotki.

## 28 stycznia
- Zmarł Hienadź Hruszawy − białoruski filozof, polityk niepodległościowy, działacz społeczny, filantrop (Radyjo Swaboda).

## 27 stycznia
- Juan Orlando Hernández został zaprzysiężony na stanowisku prezydenta Hondurasu. (xinhuanet.com)

## 26 stycznia
- Szwajcar Stanislas Wawrinka triumfował w rywalizacji singlistów podczas wielkoszlemowego turnieju tenisowego Australian Open 2014. (SportoweFakty.pl)
- Francja zwyciężyła w rozegranych w Danii mistrzostwach Europy piłkarzy ręcznych. (Sport.pl)

## 25 stycznia
- Chinka Li Na zwyciężyła w turnieju singlistek podczas wielkoszlemowego turnieju tenisowego Australian Open 2014. (SportoweFakty.pl)

- Polsko-szwedzka para Łukasz Kubot i Robert Lindstedt triumfowali w rywalizacji deblistów podczas wielkoszlemowego turnieju tenisowego Australian Open 2014. (SportoweFakty.pl).

- Zmarł Bohdan Poręba, polski reżyser filmowy i teatralny (Prawy.pl, Majorhubal.pl).

## 24 stycznia
- Włoszki Sara Errani i Roberta Vinci zwyciężyły w turnieju deblistek podczas wielkoszlemowego turnieju tenisowego Australian Open 2014. (SportoweFakty.pl)

## 22 stycznia
- Laimdota Straujuma objęła stanowisko szefa łotewskiego rządu. (wilnoteka.lt)

## 21 stycznia
- Odkryta została bliska i jasna gwiazda supernowa SN 2014J

## 19 stycznia
- Chinka Ying Ju i Holender Michel Mulder zwyciężyli w rozegranych w Nagano mistrzostwach świata w wielobojowym sprincie w łyżwiarstwie szybkim[1].

## 13 stycznia
- Cristiano Ronaldo zdobył Złotą Piłkę FIFA za rok 2013.[2]

## 12 stycznia
- Reprezentanci Holandii: Jan Blokhuijsen i Ireen Wüst zwyciężyli w rozegranych w norweskim Hamar mistrzostwach Europy w łyżwiarstwie szybkim w wieloboju[3].

## 11 stycznia
- Zmarł Ariel Szaron, izraelski polityk i dowódca wojskowy, premier Izraela w latach 2001–2006 (Haaretz)

## 10 stycznia
- Zmarł Zbigniew Messner – premier Polski w latach 1985–1988. (wyborcza.biz)

## 9 stycznia
- Zmarł Stanisław Dąbrowski, Pierwszy Prezes polskiego Sądu Najwyższego.

## 6 stycznia
- Austriak Thomas Diethart zwyciężył w 62. Turnieju Czterech Skoczni. (fis-ski.com)

## 5 stycznia
- Reprezentanci Norwegii: Therese Johaug i Martin Johnsrud Sundby triumfowali w 8. edycji Tour de Ski – prestiżowych zawodów w biegach narciarskich[4].
- Zmarł Eusébio, portugalski piłkarz, wieloletni zawodnik lizbońskiej Benfiki i reprezentacji narodowej, zdobywca Złotej Piłki.

## 4 stycznia
- Francja (w składzie: Jo-Wilfried Tsonga i Alizé Cornet) pokonała 2:1 Polskę (Grzegorz Panfil i Agnieszka Radwańska) w finale Pucharu Hopmana, turnieju tenisowego uznawanego za nieoficjalne mistrzostwa świata w grze mieszanej. (SportoweFakty.pl)

## 1 stycznia
- Grecja objęła prezydencję w Radzie Unii Europejskiej[5]
- Łotwa weszła do strefy euro (Polskie Radio)
- Didier Burkhalter został nowym prezydentem Szwajcarii (RTS)